# یاکوب اخترفلت

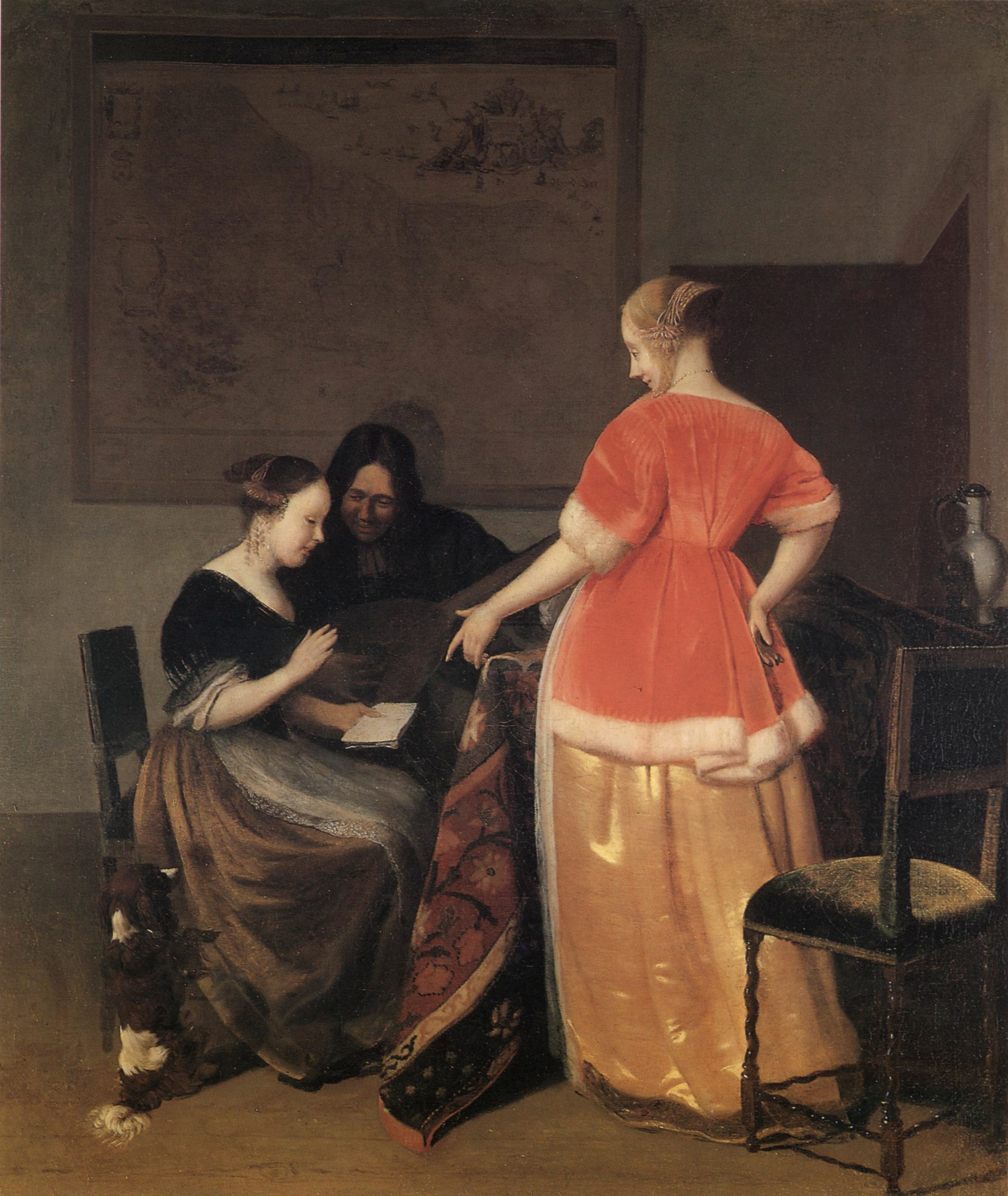
درس موسیقی، ۱۶۶۷

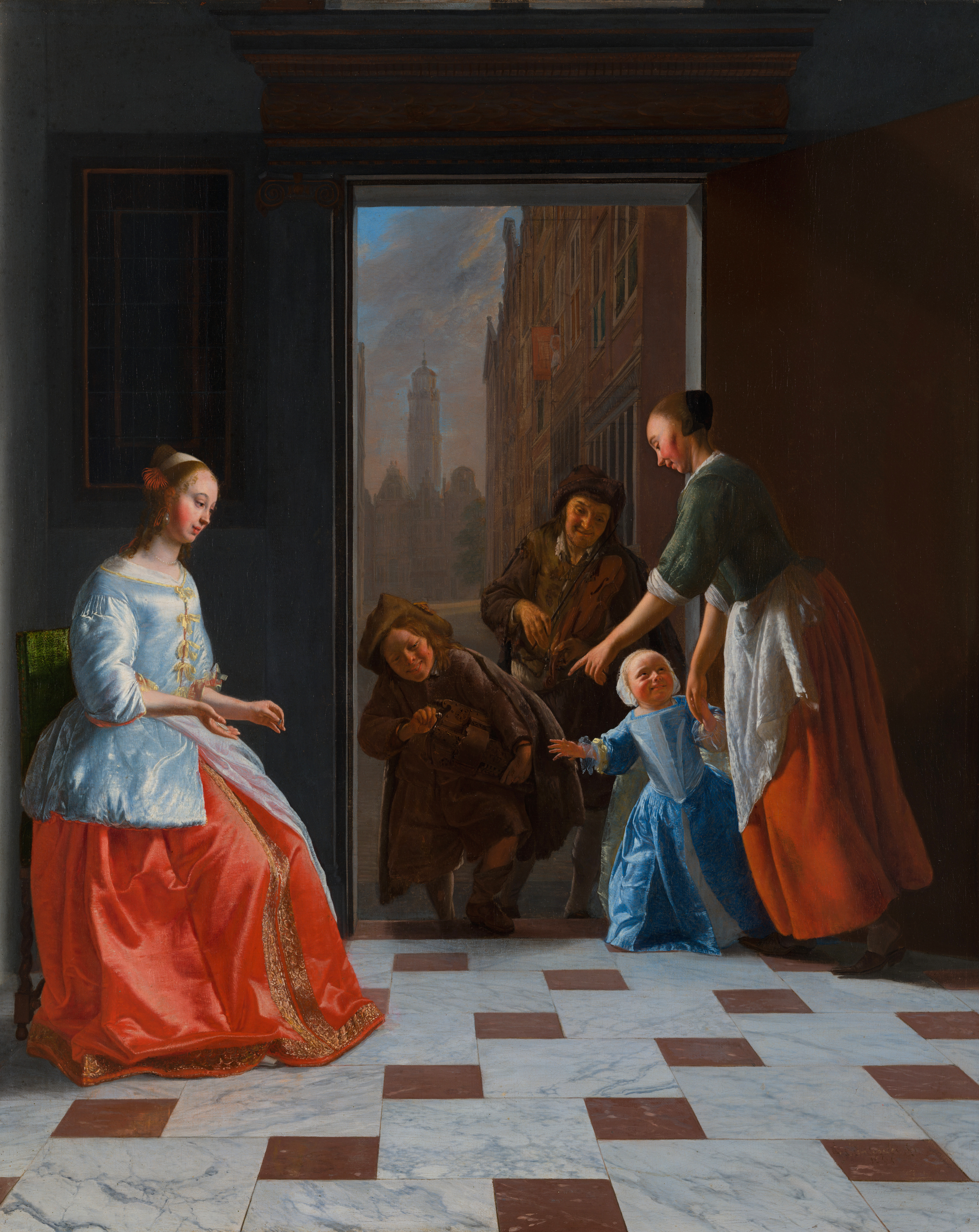
نوازندگان خیابانی در درب، ۱۶۶۵، در مجموعه موزه هنر سنت لوئیس

یاکوب اُخترفِلت (۱۶۳۴ در روتردام – 1682 در آمستردام)، نقاش دوران طلایی هلند بود.

## زندگی‌نامه
اخترفلت با ورمیر، تر بورخ و دی هوچ هم عصر بود. علی‌رغم کار پربارش، وی توسط سه کتاب‌شناس بزرگ هنری قرن ۱۷، آندره فلیبیان، جوکایم ساندارت و آر. دی پیلز نادیده گرفته شد. نام او برای اولین بار توسط آرنولد هوبراکن، یکی از نویسندگان زندگی‌نامه نقاشان عصر طلایی هلند، ذکر شد که نوشت: "یاکوب اخترفلت در همان دوره" پیتر دو هوخ " شاگرد نیکلاس برچم بود، که به خاطر قطعات گفتگوی داخلی اش مشهور بود. قطعاتی با ارباب‌ها و خانم‌ها، اما بدون چشم انداز زیاد در زمینه‌ها، که به یک مقدار بصیرت و مهارت ریاضی نیاز دارد. " نحوه نوشتن این نظر باعث می‌شود خواننده این سؤال را بپرسد که آیا هوبراکن فکر می‌کرده هوخ یا اخترفلت چشم‌انداز را ضعیف ترسیم می‌کرده‌اند؟ طبق زندگینامه متاخر آبراهام جیکوب ون درآ، سبک او بیشتر مطابق با خرارت تر بورخ یا گابریل متسو بوده، او شاگرد فرانس ون میریس نیز بوده‌است.
طبق گفته مؤسسه تاریخ هنر هلند او در هارلم فعال بود و در آنجا شاگرد نیکلاس پیترز برچم بود و بعداً به روتردام (۱۶۷۲–۱۶۵۵) بازگشت و در آنجا شاگرد لودولف دو جونگ بود. (که همچنین به پیتر دو هوخ نیز تدریس می‌کرد) پس از سال فاجعه ۱۶۷۲ او به آمستردام نقل مکان کرد و در نزدیکی برج منتتورن زندگی کرد. او را پس از مرگ در شهر مقدس(Nieuwezijds Kapel) دفن کردند.